# Oxypilus guentheri
Oxypilus guentheri är en bönsyrseart som beskrevs av Roger Roy 1966. Oxypilus guentheri ingår i släktet Oxypilus och familjen Hymenopodidae. Inga underarter finns listade i Catalogue of Life.